# Cicurina bandida
Cicurina bandida là một loài nhện trong họ Dictynidae.
Loài này thuộc chi Cicurina. Cicurina bandida được Willis J. Gertsch miêu tả năm 1992.